# Insurreição em Herat de 1979
A insurreição em Herat de 1979 foi uma insurreição que ocorreu no interior e ao redor da cidade de Herat, no Afeganistão, em março de 1979. Incluiu uma revolta popular e o motim das tropas do exército afegão contra a República Democrática do Afeganistão. O regime comunista primeiramente recorreu aos seus aliados soviéticos por ajuda, mas a liderança soviética se recusou a intervir. Depois que os insurgentes capturaram e mantiveram a cidade por cerca de uma semana, o regime foi capaz de retomá-la com suas próprias forças, e o bombardeio aéreo posterior e recaptura de Herat deixariam até 25.000 de seus habitantes mortos.